# Мовсисян, Роланд Пайлакович
Роланд Пайлакович Мовсисян (арм. Ռոլանդ Փայլակի Մովսիսյան; 27 июня 1925, Караклис, (ныне Ванадзор), Армянская ССР — 12 июня 1993, Ереван, Армения) — слесарь-инструментальщик, начальник производственного участка № 31 производственного объединения «Армэлектромаш». Герой Социалистического Труда (1966). Почётный гражданин Еревана (1985).

## Биография
Роланд Пайлакович Мовсисян родился 27 июня 1925 года в г. Караклис Армянской ССР (позже г. Кировакан Армянской ССР, ныне г. Ванадзор Лорийской области Республики Армения). 
13 лет проработал в Кироваканском химическом комбинате им. А. Ф. Мясникяна.
В послевоенный период работал слесарем на «закрытом» заводе № 447 (позже – Армянский электромашиностроительный завод, «Армэлектрозавод») в г. Ереване, который выпускал электродвигатели, генераторы, силовые трансформаторы и другое электрооборудование для электростанций, а также изделия для оборонной промышленности. Позже возглавил бригаду слесарей-инструментальщиков, которая постоянно находилась в числе передовых коллективов «Армэлектрозавода».
Указом Президиума Верховного Совета СССР от 08 августа 1966 года за выдающиеся успехи в выполнении семилетнего плана и достижение высоких показателей в работе Роланду Пайлаковичу Мовсисяну присвоено звание Героя Социалистического Труда с вручением ордена Ленина и золотой медали «Серп и Молот».
Позже работал заместителем, затем начальником производственного участка № 31 производственного объединения «Армэлектромаш» Министерства электротехнической промышленности СССР.
Многократно избирался депутатом Верховного Совета Армянской ССР.
Лауреат различных правительственных наград.
С 1988 года – персональный пенсионер союзного значения.
Роланд Пайлакович Мовсисян умер 12 июня 1993 года в Ереване. Похоронен на Центральном городском кладбище г. Еревана.

## Награды
•	За трудовое отличие (25.01.1951)
•	За трудовую доблесть (05.11.1954)
•	Герой Социалистического Труда (Указ Президиума Верховного Совета СССР от 08 августа 1966 года, орден Ленина и золотая медаль «Серп и Молот» — за выдающиеся успехи в выполнении семилетнего плана и достижение высоких показателей в работе)
•	Орден Ленина (08.08.1966)
•	Почётный гражданин Еревана (1985)